# Nadine Hildebrand
Nadine Hildebrand (Stuttgart, 20 september 1987) is een atleet uit Duitsland.
Op de Olympische Zomerspelen van Rio de Janeiro in 2016 liep Hildebrand voor Duitsland op de 100 meter horden. Ze kwam tot de halve finale.
Hildebrand behaalde vijf nationale titels.

## Persoonlijke records
Outdoor
| Onderdeel    | Prestatie | Wind | Plaats                       | Datum      |
| ------------ | --------- | ---- | ---------------------------- | ---------- |
| 100m         | 11.91s    | 0.0  | Kehl (GER)                   | 30.06.2007 |
| 100 m horden | 12.64s    | +1.8 | Mannheim (GER)               | 29.07.2016 |
| 4x100m       | 43.71     |      | Olympiastadion, Berlin (GER) | 02.09.2018 |

Indoor
| Onderdeel | Prestatie | Wind | Plaats                       | Datum      |
| --------- | --------- | ---- | ---------------------------- | ---------- |
| 60m ind.  | 7.29      |      | Karlsruhe (GER)              | 25.01.2014 |
| 60mH ind. | 7.91      |      | Europahalle, Karlsruhe (GER) | 01.02.2014 |

bijgewerkt december-2021
- World Athletics: 14278038